# Acalypha hoffmanniana
Acalypha hoffmanniana é uma espécie de flor do gênero Acalypha, pertencente à família Euphorbiaceae.